# Rohrbach-lès-Bitche
Rohrbach-lès-Bitche – miejscowość i gmina we Francji, w regionie Grand Est, w departamencie Mozela.
Według danych na rok 1990 gminę zamieszkiwało 2 113 osób, a gęstość zaludnienia wynosiła 159 osób/km² (wśród 2335 gmin Lotaryngii Rohrbach-lès-Bitche plasuje się na 201. miejscu pod względem liczby ludności, natomiast pod względem powierzchni na miejscu 409.).